# Hans Van Cauwenberghe
Hans Van Cauwenberghe (3 september 1964) is een Vlaams acteur.

## Acteerwerk
Hans Van Cauwenberghe werd in 2004 bekend als Karel Staelens in de televisieserie Spoed, een rol die hij regelmatig vertolkte tot 2007. In 2008 dook hij enkel nog sporadisch op in de reeks. In 2002 speelde Van Cauwenberghe al eens mee in Spoed, maar toen in de (gast)rol van Rafi.
Verder speelde Van Cauwenberghe in Familie (Willy van 1991 tot en met 1996 en George in 2016 en 2021), Flikken, Zone Stad, Aspe, Ella, Vermist III, in De Ridder en als professor Roel Vademecus in De Elfenheuvel. Ook speelde hij Kasha in de kinderserie Wizzy en Woppy. Als Vademecus-vertolker was hij op 26 februari 2012 te gast in Ketnet King Size, één dag voor de start van het tweede seizoen.
Series:
- Postbus X (1990) - als Wolfgang Kramer
- Familie (1992-1996) - als Willy De Clippeleire
- Ad fundum (1993) - als agent Meuleman
- Het Park (1993) - als Marc
- Close (1993) - als ambassademan
- Bompa (1993) - als motorrijder
- Zomerrust (1994) - als Çois De Belder jr.
- Deman (1998) - als Jan Vandoorne
- Hof van Assisen (1998) - als Jacques Verhuyck
- 2 Straten verder (1999)
- Wizzy & Woppy (1999) - als Kasha
- Heterdaad (1999) - als Ludo Prinsen
- Flikken (2000) - als Guy Mariën
- De Makelaar (2001) - als meneer Van Dam
- Recht op Recht (2001) - als Ronny Van Acker
- Stille Waters (2002) - als vader Borghmans
- Spoed (2002) - als Marc Daelemans
- Spoed (2002) - als Rafi
- Verschoten & Zoon (2003) - als Patrick Daelemans
- Spoed (2004-2008) - als Karel Staelens
- Zone Stad (2004) - als pooier
- Witse (2004) - als Modest Kuypers
- Aspe (2004) - als Roger Daems
- Rupel (2004) als meneer Van Dam
- Flikken (2004)  als William Dierckx
- De Wet volgens Milo (2005) - als advocaat Boecke
- Verlengd weekend (2005) - als Gert
- De gek op de heuvel (2006)
- Lili en Marleen (2006) - als inspecteur
- Grappa (2006, 2008) - als pastoor / zotte Freddy
- Happy Singles (2008) - als Bruno Snijders
- Aspe (2008) - als Tony Dekkers
- Witse (2008) - als René Deschutter
- Ella (2010-2011) - als Ronnie
- Goesting (2010) - als Rik Daemen
- De Kotmadam (2010) - als verkoper
- Zone Stad (2010) - als Dirk Vercruysse
- Aspe (2010) - als Berend De Vliet
- De Elfenheuvel (2011-2013) - als Professor Roel Vademecus
- Witse (2011) - als Martin Degryse
- Vermist (2011) - als Joris Pauwels
- Zone Stad (2012) - als Guido Cels
- Danni Lowinski (2013) - als Frank Dhaenens
- Binnenstebuiten (2013) - als Bert
- De Ridder (2013) - als Thomas Bovenaerde
- ROX (2013) - als hoofdinspecteur Swartenbroeckx
- De Kroongetuigen (2014) - als speurder
- Labyrinthus (2014) - als dokter
- En toen kwam ons ma binnen (2014) - als buitenwipper
- Tom & Harry (2015) - als gerechtsdeurwaarder
- Familie (2016, 2021) - als George De Swaef
- Coppers (2016) - als Guy Lauryssen
- Vermist (2016) - als Frank Daelemans
- Professor T. (2016) - als dokter Houben
- De Kotmadam (2016) - als André
- Ge Hadt erbij moeten zijn (2017) - als bankier
- De regel van 3S (2017) - als buurman Lode
- De zonen van Van As (2018) - als brandweercommandant
- Salamander (2018) - als politieagent
- 13 Geboden (2018) - als inspecteur
- De Dag (2018) - als Dovo-ontmijner
- Niet schieten (2018) - als notaris
- Over water (2018, 2020) - als schooldirecteur
- Urbanus: De vuilnisheld (2019) - als diverse stemmen
- De bende van Jan De Lichte (2020) - als Hertog De Bonnefoie
- 22/3: Wij waren daar (2021) als vader van Alex
- De Kraak (2021) - als Guido Van Den Eynde
- 3Hz (2021) - als Theo
- De Kotmadam (2023) - als Herman Van Reeth
- Onder Vuur (2023) - als dokter
- 1985 (2023) - als chef
- De Club (2023) - als trainer boogschieten

## Muziek
Van Cauwenberghe is ook als muzikant actief, in een trio met Alano Gruarin en Peter Verhaegen. Hij is ook de componist en leider van het koor Onze Rijkdom.